# Saint-Paul-la-Roche
Saint-Paul-la-Roche är en kommun i departementet Dordogne i regionen Nouvelle-Aquitaine i sydvästra Frankrike. Kommunen ligger i kantonen Jumilhac-le-Grand som tillhör arrondissementet Nontron. År 2022 hade Saint-Paul-la-Roche 533 invånare.

## Befolkningsutveckling
Antalet invånare i kommunen Saint-Paul-la-Roche
Referens:INSEE